# Janneby
Janneby ist eine Gemeinde im Kreis Schleswig-Flensburg in Schleswig-Holstein.

## Geografie

### Geografische Lage
Das Gemeindegebiet von Janneby erstreckt sich im Bereich des Naturraums Schleswiger Vorgeest (Haupteinheit Nr. 697) östlich vom Silleruper- oder Seeland-Moor im punktförmig im äußersten Nordwesten angrenzenden Gemeindegebiet von Lindewitt. Die östliche Gemeindegrenze wird durch die Jerrisbek markiert.

### Ortsteile
Siedlungsgeografisch gliedert sich die Gemeinde in mehrere Ortsteile. Neben dem namenstiftenden Dorf liegen auch Gravelund (dänisch Gravlund) und Jannebyfeld (dänisch Janneby Mark), beides Streusiedlungen, und das weitere Dorf Süderzollhaus (dänisch Sønder Toldhus, Toldhuset) im Gemeindegebiet.

### Nachbargemeinden
Janneby wird unmittelbar umschlossen von den Gemeindegebieten von:
| Großenwiehe, Lindewitt | Wanderup                                    |                    |
|                        | Kompassrose, die auf Nachbargemeinden zeigt | Jerrishoe, Eggebek |
| Jörl, Süderhackstedt   |                                             | Sollerup           |

## Geschichte
Janneby wurde 1436 erstmals als Anebuvel oder Janebu erwähnt. Der Ortsname bedeutet Johannesdorf. Die Endung auf -by kommt aus dem Dänischen und ist in Südschleswig weit verbreitet. Möglicherweise war der Ort schon im 10. Jahrhundert ein Handels- und Siedlungsplatz der Wikinger.
Der Ortsteil Süderzollhaus ist erstmals 1648 schriftlich erwähnt. Der Ort wurde ursprünglich Klein Kragstedt (bzw. dänisch: Lille Kragsted) nach dem nördlichen gelegenen und zur Gemeinde Wanderup gehörenden Ort Kragstedt genannt, nach der Etablierung einer Zollstation an der neu angelegten Straße zwischen Flensburg und Husum etablierte sich der heutige Name. Der Zusatz Süder- diente der Abgrenzung zu einer gleichnamigen Ortschaft im Kirchspiel Großenwiehe. In der dänischen Zeit bis 1864 gehörte der Ort (anders als Janneby) zum nördlichen Kirchspiel Wanderup (Vanderup Sogn).

## Politik

### Gemeindevertretung
Bei der Kommunalwahl am 14. Mai 2023 wurden insgesamt neun Sitze vergeben. Diese fielen erneut alle an die Wählergemeinschaft Janneby. Die Wahlbeteiligung betrug 50,3 %.

### Wappen
Blasonierung: „Unter einem schmalen, viermal gespaltenen rot-weißen Schildhaupt von Gold und Grün schräglinks im Wellenschnitt geteilt. Darin oben ein schräglinks gestelltes grünes Eichenblatt mit zwei Eicheln, unten eine goldene Sumpfdotterblüte.“
Der Wellenschnitt steht für die Zweiteilung der Jannebyer Feldmark in einen nordwestlichen Geestrückenanteil und einen südöstlichen Niederungsanteil. Der Eichenzweig symbolisiert die vielen Eichenkrattgebiete im Geestrückenbereich; die beiden Eicheln stellen die Ortsteile Janneby und Jannebyfeld dar. Die Sumpfdotterblüte steht für das Jannebyer Moor, welches in früheren Zeiten wichtiger Torflieferant für die heimische Bevölkerung war. Der rot-silberne „Schlagbaum“ im Schildhaupt ist dem Ortsteil Süderzollhaus gewidmet. Dort wurde 1569 eine Zollstelle zur Eintreibung von Wegegebühren für die Benutzung der Chaussee Flensburg–Husum eingerichtet.

## Wirtschaft und Verkehr
Der wirtschaftlichen Entfaltung dienlich ist in Janneby primär die Urproduktion der Landwirtschaft.
Durch die Gemarkung von Janneby und den Ortsteil Süderzollhaus führt die Bundesstraße 200 zwischen Flensburg und Husum. Im zuvor genannten Ortsteil zweigt in südöstlicher Richtung die Landverbindung in Richtung Treia (über Sollbrück) ab (Landesstraße 29).